# Wulagasaurus
Wulagasaurus dongi
Genre
Espèce
Wulagasaurus est un genre éteint de « dinosaures à bec de canards » herbivores du sous-ordre des ornithopodes et de la famille des Hadrosauridae. Ses fossiles ont été retrouvés en Chine, dans la région du fleuve Amour, dans la formation géologique de Yuliangze, datée du Maastrichtien moyen (Crétacé supérieur) et âgée d'environ 69 Ma (millions d'années),,.
Une seule espèce est rattachée au genre : Wulagasaurus dongi, décrite par Godefroit et ses collègues en 2008.

## Étymologie
Le nom de genre Wulagasaurus combine le nom de la ville de Wulaga, dans la province du Heilongjiang au nord-est de la Chine, où ont été découverts ses restes fossiles, associé au grec ancien « saûros » qui signifie « lézard » pour donner « lézard de Wulaga ». Le nom d'espèce dongi honore le paléontologue chinois Dong Zhiming.

## Description

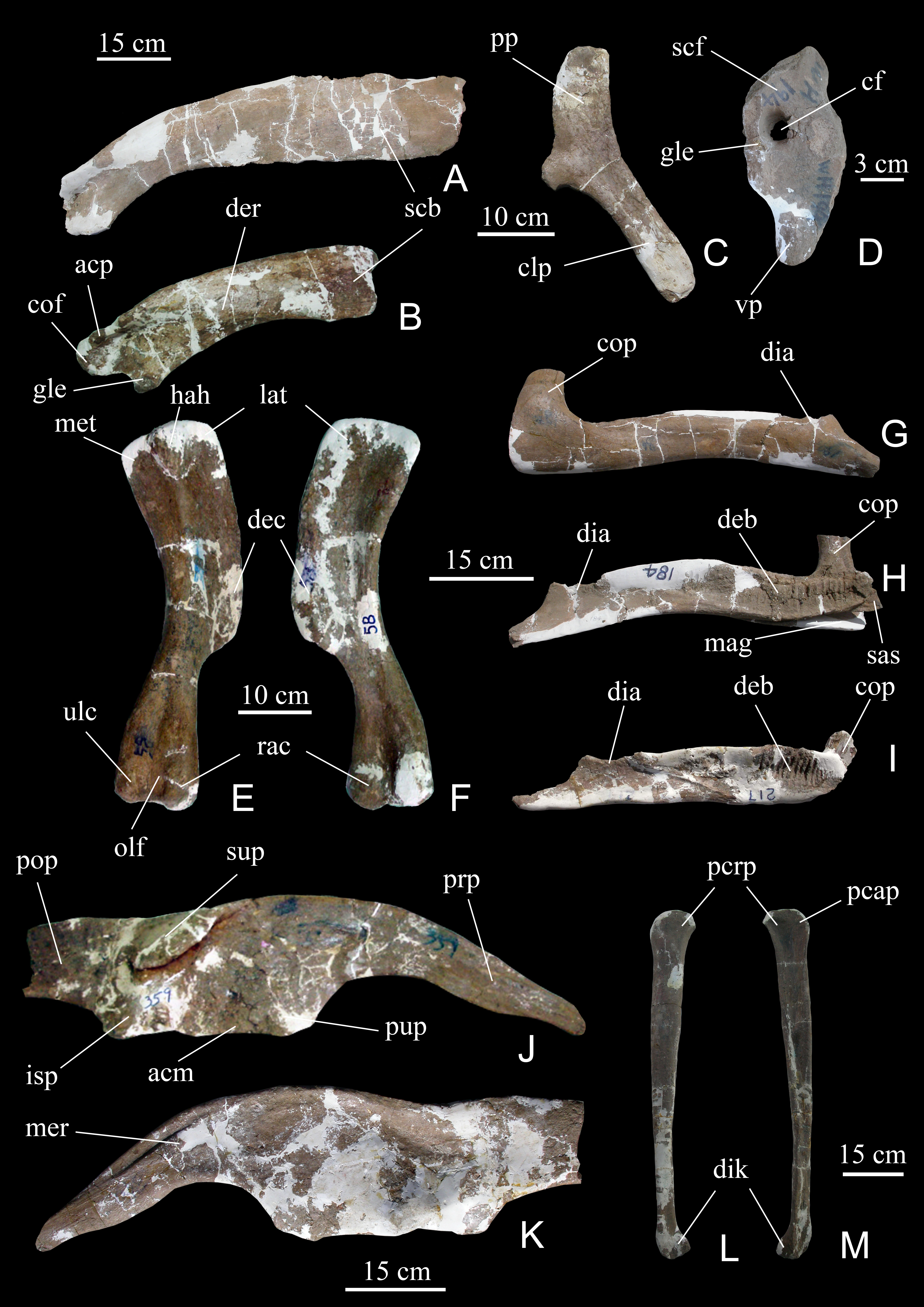
Différents os de Wulagasaurus.

Lors de l'érection du genre en 2008, peu de restes fossiles étaient disponibles in 2008, et plusieurs genres d'hadrosauridés ont été décrits dans la région de part et d'autre du fleuve Amour qui marque la frontière entre la Chine et la Russie :  Charonosaurus, Kundurosaurus, Olorotitan, Kerberosaurus, Amurosaurus, et le genre Sahaliyania, un lambéosauriné retrouvé dans le même lit d'ossements que Wulagasaurus et qui est beaucoup plus fréquent que ce dernier.
L'holotype, référencé GMH W184, est un os dentaire droit partiel. Godefroit et ses collègues ont attribué à ce genre d'autres restes fossiles trouvés dans le même site : trois boîtes crâniennes, un os jugal, deux maxillaires, un autre dentaire, deux omoplates, deux sternums, deux humérus et un ischion. Il peut être distingué des autres hadrosauridés (autapomorphies) par son dentaire élancé et la forme unique de son bras, qui avait des articulations et des emplacements distinctifs pour les attachements musculaires.
Thomas Holtz, en 2011, estime de façon approximative sa taille à 8 mètres de longueur totale, pour une masse de l'ordre de 2 tonnes.

## Classification
Wulagasaurus est classé par ses inventeurs en 2008 comme le membre le plus basal de la sous-famille des Saurolophinae, des hadrosauridés sans crête creuse sur le sommet de leur crâne.
En 2012, une réévaluation du genre conduite par une équipe internationale dirigée par H. Xing, à partir des fossiles originaux et de nouvelles découvertes, rapproche Wulagasaurus des genres nord-américains Brachylophosaurus et Maiasaura qui pourraient être regroupés dans la tribu des Brachylophosaurini. En 2014, H. Xing et ses collègues confirment leur hypothèse lors de la description du genre Zhanghenglong. Cette hypothèse ne fait cependant pas consensus parmi les paléontologues ; et Penélope Cruzado-Caballero et J. E. Powell en 2017 le placent toujours comme un saurolophiné basal, proche des genres Hadrosaurus et Acristavus.